# District d'An Lão (Haïphong)
Pour les articles homonymes, voir District d'An Lão.
An Lão est un district rural de Haïphong dans le delta du fleuve Rouge au Viêt Nam.

## Géographie
La superficie du district est de 114,58 km2. 